# Adrian McCourt
Adrian McCourt (Bangor, 1972. július 13. –) északír nemzetközi labdarúgó-játékvezető.

## Pályafutása

### Nemzeti játékvezetés
Játékvezetői vizsgáját követően lakókörzetének Labdarúgó-szövetsége által üzemeltetett labdarúgó bajnokságokban kezdte sportszolgálatát. Az Ír labdarúgó-szövetség Játékvezető Bizottságának (JB) minősítésével a NIFL Premiership játékvezetője. A nemzeti játékvezetéstől 2010-ben munkahelyi elfoglaltság miatt visszavonult.

### Nemzetközi játékvezetés
Az Ír labdarúgó-szövetség JB terjesztette fel nemzetközi játékvezetőnek, a Nemzetközi Labdarúgó-szövetség (FIFA) 2003-tól tartotta nyilván bírói keretében. A FIFA JB központi nyelvei közül az angolt beszéli. Több nemzetek közötti válogatott, valamint Intertotó-kupa és UEFA-kupa klubmérkőzést vezetett, vagy működő társának 4. bíróként segített. Az UEFA JB besorolása szerint 3. kategóriás bíró. Az ír nemzetközi játékvezetők rangsorában, a világbajnokság-Európa-bajnokság sorrendjében többedmagával a 14. helyet foglalja el 2 találkozó szolgálatával. A nemzetközi játékvezetéstől 2010-ben üzleti okok miatt visszavonult. Válogatott mérkőzéseinek száma: 3.

#### Labdarúgó-világbajnokság
A 2010-es labdarúgó-világbajnokságon a FIFA JB bíróként alkalmazta. Selejtező mérkőzésen az UEFA zónában tevékenykedett.
| Időpont             | Helyszín                  | Mérkőzés típusa           | Mérkőzés         | Eredmény | Nézők száma |
| ------------------- | ------------------------- | ------------------------- | ---------------- | -------- | ----------- |
| 2009. szeptember 9. | Nemzeti Stadion, Ta’ Qali | előselejtező (1. csoport) | Málta–Svédország | 0 – 1    | 4705        |

#### Labdarúgó-Európa-bajnokság
A 2008-as labdarúgó-Európa-bajnokságon az UEFA JB játékvezetőként foglalkoztatta.
| Időpont             | Helyszín                   | Mérkőzés típusa           | Mérkőzés           | Eredmény | Nézők száma |
| ------------------- | -------------------------- | ------------------------- | ------------------ | -------- | ----------- |
| 2007. augusztus 22. | A. Le Coq Stadion, Tallinn | előselejtező (E. csoport) | Észtország–Andorra | 1 – 1    | 10 000      |